# Tân Minh, Lâm Đồng
Tân Minh là một xã mới thuộc tỉnh Lâm Đồng, Việt Nam.
Xã Tân Minh là cửa ngõ quan trọng của tỉnh Bình Thuận (cũ), có chức năng làm động lực cho phát triển kinh tế - xã hội tiểu vùng Tân Minh, xã Tân Phúc và xã Tân Đức của huyện Hàm Tân (cũ). 
*Lưu ý; 3 xã, thị trấn (cũ) trên đã sáp nhập lại thành xã Tân Minh nay thuộc tỉnh Lâm Đồng
Xã Tân Minh có tổng diện tích 223,76km², dân số năm 2025 là 22.292 người. Với 15 thôn.
Phía Đông và phía Bắc giáp xã Hàm Tân (xã mới được sáp nhập), phía Tây và phía Nam giáp tỉnh Đồng Nai.
Tân Minh có Quốc lộ 1 đi qua địa bàn với tổng chiều dài trên 24 km và đường ĐT720 là tuyến đường huyết mạch của thị trấn để vận chuyển hàng hóa và đi lại của nhân dân.
Kinh tế địa phương chủ yếu là sản xuất nông nghiệp chiếm khoảng 60% dân số; kinh doanh, buôn bán, dịch vụ… chiếm khoảng 40%. Là địa phương phát triển kinh tế gắn chặt giữa nông nghiệp và công nghiệp, Tân Minh đang sở hữu những tiềm năng sau khi sáp nhập.